# Знаки зодіаку (серія монет)
Знаки зодіаку — серія ювілейних та пам'ятних монет, започаткована Національним банком України в 2006 році.
Особливістю срібних монет на відміну від золотих, виключаючі три срібні монети: Овен, Тілець, Близнюки, є наявний напис "Сузір'я", що є помилкою, оскільки зодіакальні сузір'я та знаки зодіаку не тотожні поняття.

## Монети в серії
|                                           |  |  |
| Перша монета серії - Овен (золота монета) |  |  |

У серію включені такі монети:
- Пам'ятні монети «Овен»
- Пам'ятні монети «Телець»
- Пам'ятні монети «Близнюки»
- Пам'ятні монети «Рак»
- Пам'ятні монети «Лев»
- Пам'ятні монети «Діва»
- Пам'ятні монети «Терези»
- Пам'ятні монети «Скорпіон»
- Пам'ятні монети «Стрілець»
- Пам'ятні монети «Козеріг»
- Пам'ятні монети «Водолій»
- Пам'ятні монети «Риби»